# Crookers
Crookers är en italiensk producent- och DJ-duo som producerar Electro House och har varit aktiva sedan 2003.